# Octylbutyrat
Octylbutyrat ist ein Carbonsäureester der Buttersäure mit 1-Octanol.

## Vorkommen
Octylbutyrat kommt verbreitet in den ätherischen Ölen von Doldenblütlern vor. Das ätherische Öl der Pastinake enthält beispielsweise viel Octylacetat und Octylbutyrat. In kultivierten Varianten macht das Butyrat die Hauptmenge aus, während die Verteilung bei wilden Arten umgekehrt ist. Die Verbindung wird bei Beschädigung der Blüten vermehrt gebildet und dient vermutlich als Fraßschutz, da sie gegen die Raupen des Schädlings Depressaria pastinacella sowohl abschreckend als auch giftig wirkt. Golpar-Öl enthält ebenfalls einige Prozent Octylbutyrat es ist ein wichtiger Bestandteil (über 20 %) im Öl des Wiesen-Bärenklaus außerdem kommt es auch in vielen weiteren Arten der Gattung Heracleum vor. In geringen Mengen (bis etwa 2 %) kommt es im Öl von Zosima absinthifolia vor.
Octylbutyrat kommt auch in der Zuckermelone, sowie Zitrusfrüchten und einigen anderen Früchten vor.

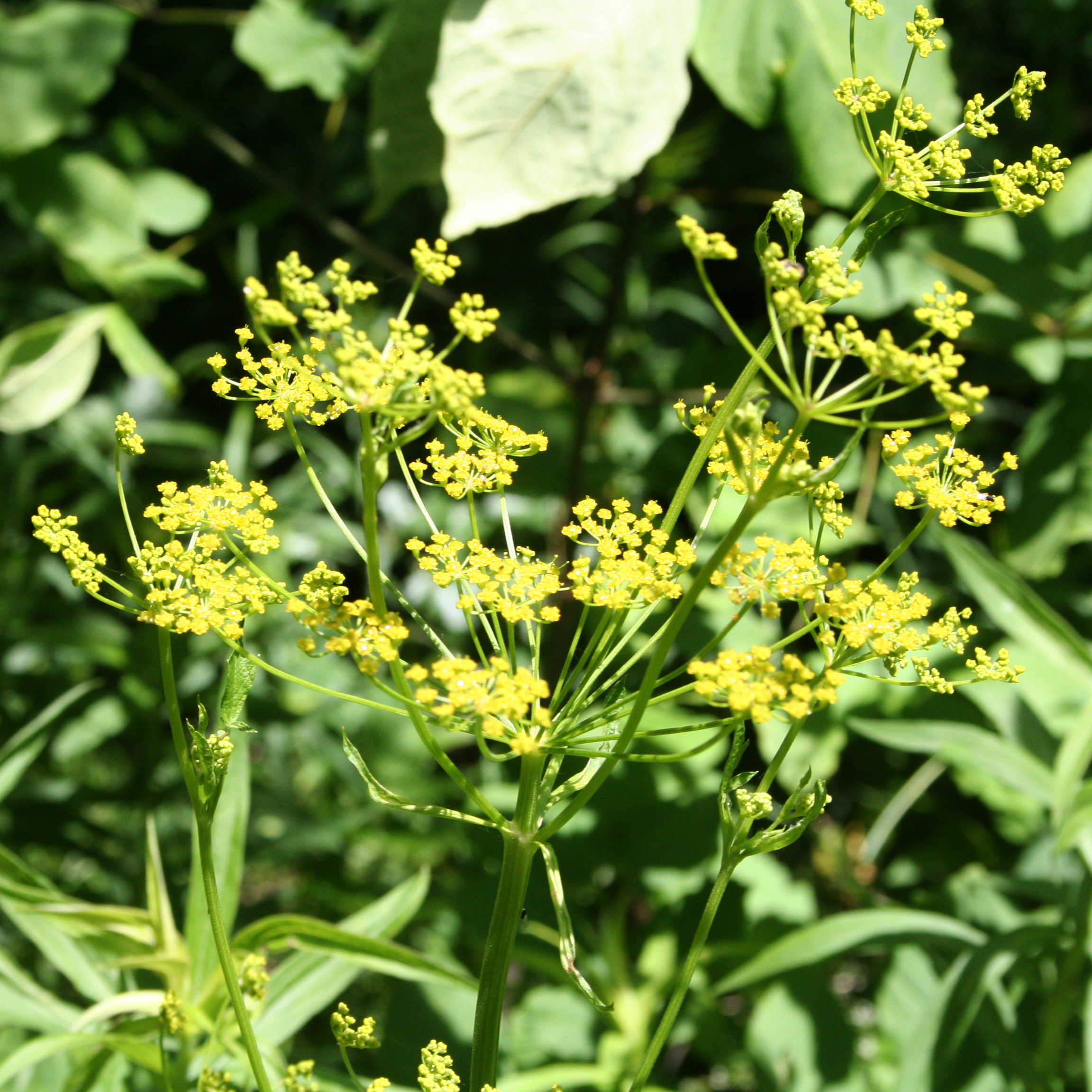
Pastinake
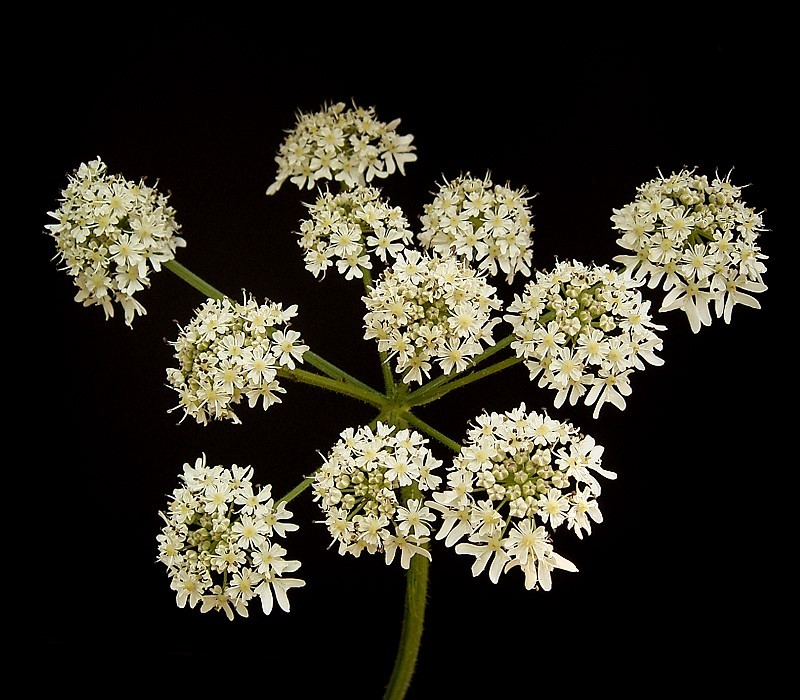
Wiesen-Bärenklau
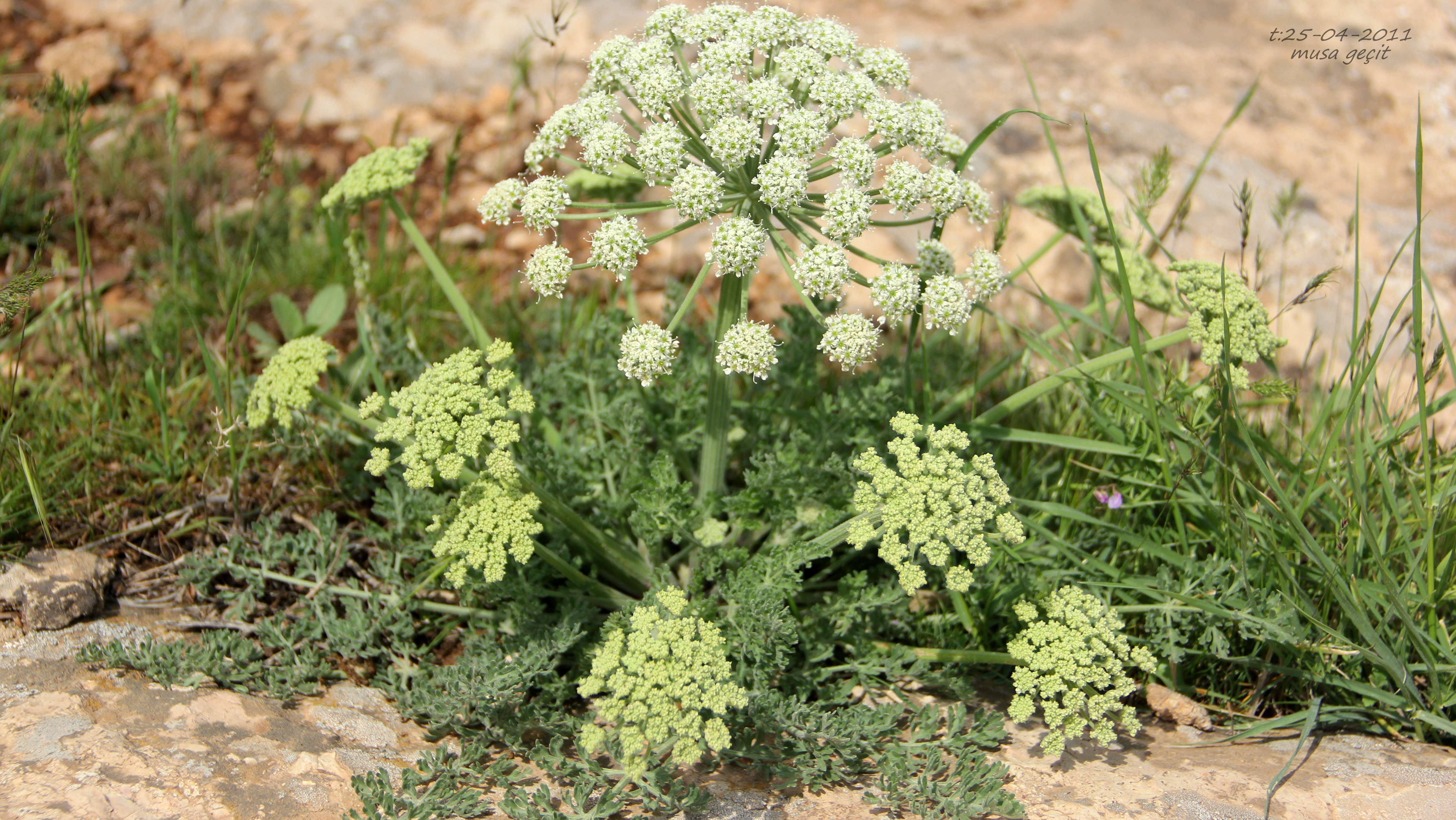
Zosima absinthifolia
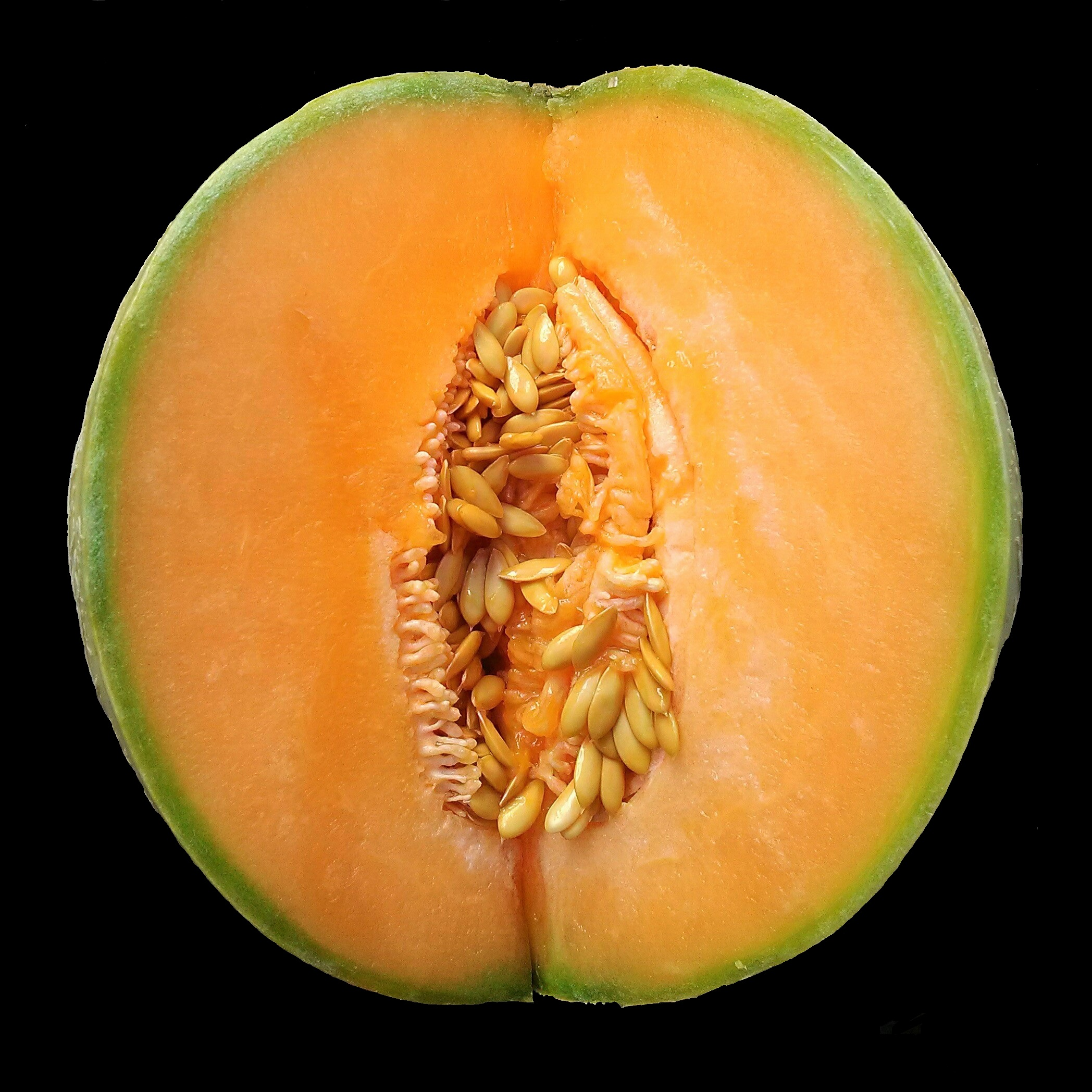
Zuckermelone

## Synthese
Es kann durch Umesterung von Vinylbutyrat mit 1-Octanol durch verschiedene bakterielle Lipasen gewonnen werden. Ebenfalls möglich ist die Synthese durch Reaktion von Buttersäure mit 1-Octanol in Gegenwart von Salzsäure.

## Verwendung
Octylbutyrat ist in der EU unter der FL-Nummer 09.046 als Aromastoff für Lebensmittel allgemein zugelassen. Außerdem eignet es sich als Köder für verschiedene Arten von Wespen (Gattung Vespula).